# 樞密院令
樞密院令（英語：Order of Council）是英国其中一個立法途徑，由樞密院卿相制定（即朝廷大臣）。
樞密院令與樞密令（Order in Council）有所不同，前者則由樞密院自行制定、而毋須君主批准，後者是由英皇會同樞密院制定。理論上，所有樞密院令均在白廳會議上制定；但實際上已不再開會，而是改為透過通訊聯絡通過立令。
又因指定對象之異，樞密院令可依據皇家特權或國會法令賦予的權力而制定，後者例子有委任立法，而前者則包括通過修改皇家特許機構的附例。根據成文法則所訂的樞密院令通常有關：
- 規管醫療及獸醫業，如醫學總會、護理及接生委員會（英语：Nursing and Midwifery Council）、牙醫總會（英语：General Dental Council）、視光總會（英语：General Optical Council）、醫事委員會（英语：Health Professions Council）和皇家獸醫外科學院委員會的憲章、權力和規則；
- 規管高等教育，如大學憲章。